# Nuevas siete ciudades maravillas del mundo
La selección de las nuevas siete ciudades maravillas del mundo se llevó a cabo por iniciativa de la fundación  New Seven Wonders Foundation  dirigida por Bernard Weber. Esta fundación que también está en el origen del proyecto de las nuevas siete maravillas del mundo moderno y de las Siete maravillas naturales del mundo  hizo público el resultado definitivo de las nuevas siete ciudades maravillas del mundo el 7 de diciembre de 2014 en Dubái.

## Proyecto
La selección de las nuevas siete ciudades maravillas del mundo se hace con la misma ambición que los dos primeros proyectos que fueron la selección de las nuevas siete maravillas del mundo moderno y de las Siete maravillas naturales del mundo. La ambición es claramente valorar un patrimonio humano y también, como demuestra la contribución importante de los votantes (unos cien millones a través del mundo), llevar un evento a un nivel democrático global. Según el iniciador de la campaña New7Wonders Bernard Weber, la valorización de algunas ciudades podría permitir alimentar el debate en torno a las problemáticas actuales y para el futuro. Las siete ciudades elegidas son entonces las representantes de las realizaciones y de las aspiraciones de la civilización urbana global.

### Cronología
- 4 de noviembre de 2011 – Inicio de la campaña New7Wonders Cities.
- Octubre de 2012 – lanzamiento de la plataforma en línea https://www.new7wonders.com/en/cities (enlace roto disponible en Internet Archive; véase el historial, la primera versión y la última)..
- 7 de octubre de 2013 - Publicación de la lista de las 77 ciudades calificadas.[3]
- 21 de octubre de 2013 - Publicación de la lista de los 28 finalistas seleccionados por el grupo de expertos.[4]
- 21 de noviembre de 2013 – lanzamiento de una aplicación para teléfonos inteligentes para el voto en línea.
- 7 de octubre de 2014 - Publicación de la lista de los 14 finalistas procedentes de la votación de los internautas.
- 24 de noviembre de 2014 – Creación de un dispositivo de votación por correo.
- 7 de diciembre de 2014 - Publicación de la lista definitiva de las nuevas siete ciudades maravillas del mundo.[5]

## Votación
La elección de las nuevas siete ciudades maravillas del mundo se hizo siguiendo diversos procedimientos más tres etapas finales. La selección se efectuó esencialmente mediante la votación  en línea y el dictamen de los expertos.

### Etapas de la votación
- Año 2012 – Más de 1200 ciudades procedentes de más de 220 países se presentan en el evento  New7Wonders Cities para la fase de nominaciones.
- Hasta el 7 de octubre de 2013 - Votación en línea y calificación de 300 ciudades para la etapa siguiente con la restricción de una ciudad máximo por país, más las 77 ciudades con más votos.
- Del 7 al 21 de octubre de 2013 – De las 77 ciudades en lo alto de la lista un grupo de expertos elige 28 finalistas oficiales.[6]

### Grupo de expertos
- Federico Mayor Zaragoza
- Zaha Hadid
- Winy Maas
- Simon Anholt
- Bernard Weber
- Kennedy Odebe
- Amitabh Kundu[7]

### Etapas finales
- Del 21 de octubre de 2013 al 7 de julio de 2014 - Votación en línea y transición de una lista de 28 a una lista de 21 ciudades.
- Del 7 de julio de 2014 al 7 de octubre de 2014 - Votación en líneay transición de una lista de 21 a 14 ciudades.
- Del 7 de octubre de 2014 al 7 de diciembre de 2014 - Votación en línea y transición de una lista de 14 a 7 ciudades.[6]

### Resultados de la votación final
En orden alfabético las nuevas siete ciudades maravillas del mundo son :
- Beirut ( Líbano)
- Doha ( Catar)
- Durban ( Sudáfrica)
- La Habana ( Cuba)
- Kuala Lumpur ( Malasia)
- La Paz ( Bolivia)
- Vigan ( Filipinas)[8]

| Ciudad maravilla del mundo | País      | Imagen |
| -------------------------- | --------- | ------ |
| Beirut                     | Líbano    |        |
| Doha                       | Catar     |        |
| Durban                     | Sudáfrica |        |
| La Habana                  | Cuba      |        |
| Kuala Lumpur               | Malasia   |        |
| La Paz                     | Bolivia   |        |
| Vigan                      | Filipinas |        |

### Top 14
En orden alfabético las catorce finalistas:
- Barcelona ( España)
- Chicago ( Estados Unidos)
- Ciudad de México ( México)
- Londres ( Reino Unido)
- Perth ( Australia)
- Quito ( Ecuador)
- Reykjavik ( Islandia)

### Top 21
En orden alfabético las veintiuna finalistas:
- Bangkok ( Tailandia)
- Bombay ( India)
- Estambul ( Turquía)
- Mendoza ( Argentina)
- San Petersburgo ( Rusia)
- Seúl ( Corea del Sur)
- Shenzhen ( China)

### Top 28
En orden alfabético las veintiocho finalistas:
- Atenas ( Grecia)
- Casablanca ( Marruecos)
- Ho Chi Minh ( Vietnam)
- Kioto ( Japón)
- Nom Pen ( Camboya)
- Praga ( República Checa)
- Vancouver ( Canadá)